# Priključna vozila
Priključna vozila su vozila bez vlastitog pogonskog motora, a predviđena su da budu priljučena (vučena) motornom vozilu (vučnom vozilu).
Priključna vozila se mogu podijeliti na:
- prikolice
- poluprikolice
- sklop vozila (tzv. cestovni vlak)

Motorna vozila na koja su priključena priključna vozila mogu biti:
- tegljači, opremljeni su s tzv. sedlom za vuču poluprikolice
- ostala motorna vozila npr. kamioni, opremljeni su kukom (rudom) ili vilicama za vuču prikolice

Prednosti prijevoza kombinacijom vučnog i priključnog vozila se ističu u odnosu na prijevoz pojedinačim vozilom u manjom masom vlastite težine u odnosu na bruto masu, nižom cijenom priključnog vozila i manjim troškovima održavanja u odnosu na motorno vozilo iste nosivosti, mogućnošću kombiniranja različitih sklopova vučnih i priključnih vozila.